# Raimundo I Dato de Bigorre
Raimundo I Dato de Bigorre (929 - 956) foi conde de Bigorre no século X.
As poucas certezas sobre as suas origens familiares, são encontradas no Códex de Roda, que afirma que Lupa Sanchez de Navarra, filha de Sancho Garcés I de Pamplona, rei de Navarra e de uma concubina, foi a mãe do Conde Raimundo I Dato de Bigorre.

## Relações familiares
Foi filho de Arnaldo Dato II de Bigorre (? - 930), Conde de Bigorre e de Lupa Sanchez de Navarra, filha do rei Sancho I Garcez, Rei de Pamplona (860 - 10 de dezembro de 925) de uma concubina.
Casou com Faquilena de Astarac (? -960) filha de Arnau Nonat de Astarac, conde de Astarac, de quem teve:
1. Arnaldo I de Bigorre (950 -?) e conde de Astarac.
2. Luís I de Bigorre (? - 1000) casado com Amerna de Lavedan.